# Drut nawojowy

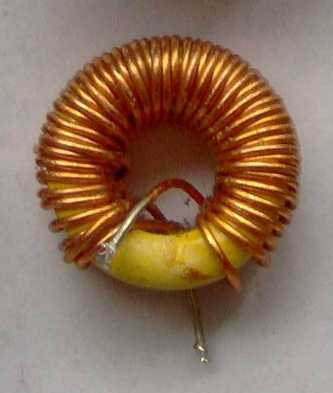
Cewka wykonana z drutu nawojowego

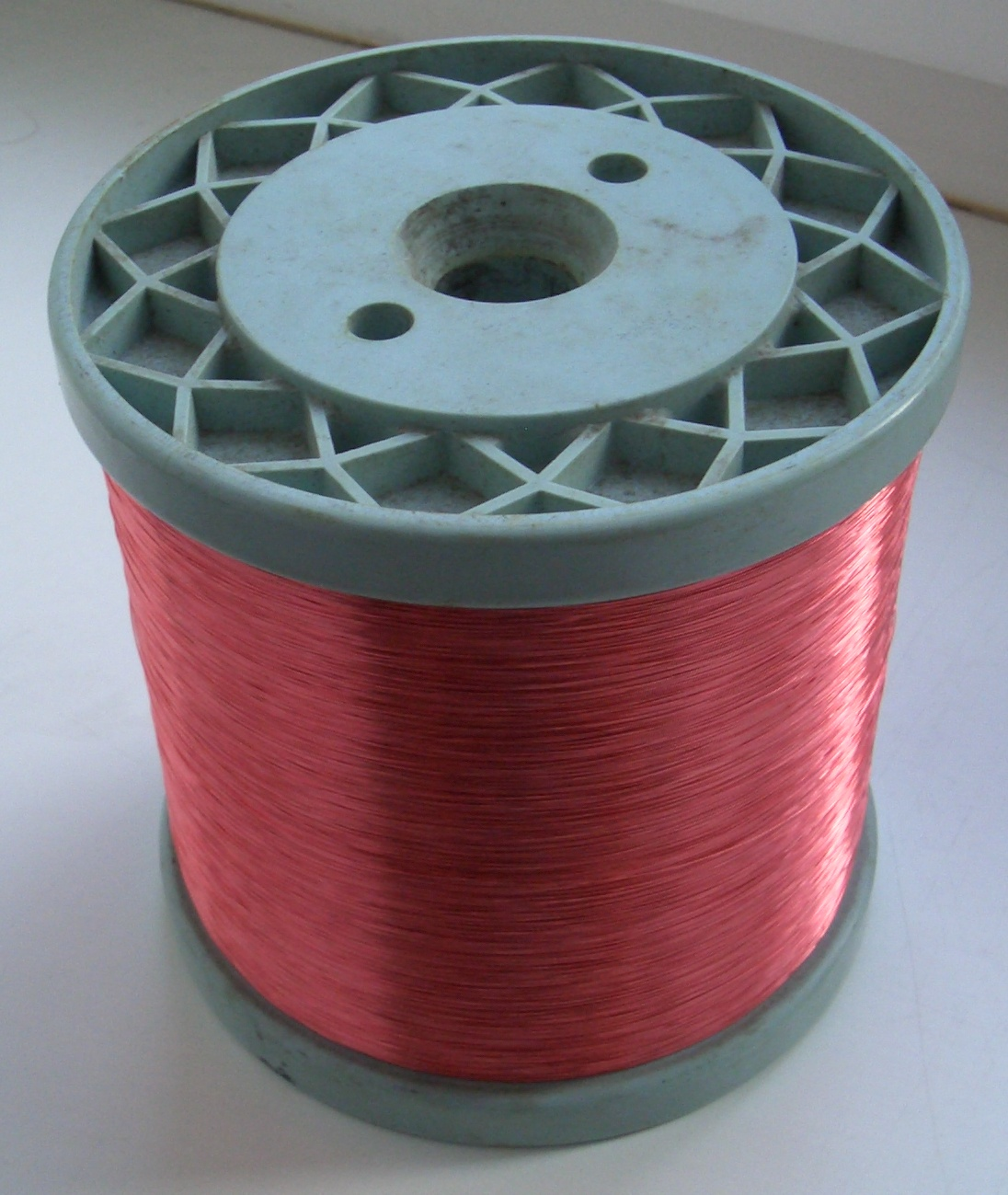
Szpula drutu nawojowego

Drut nawojowy – rodzaj drutu używanego do wykonywania cewek i uzwojeń w induktorach, transformatorach, silnikach i prądnicach.
Miedziany drut nawojowy ma zazwyczaj okrągły przekrój i jest pokryty emalią izolacyjną, która nadaje mu charakterystyczny czerwonawy kolor. Izolacja ta musi zostać usunięta przed połączeniem uzwojenia z resztą obwodu elektrycznego przez lutowanie, zgrzewanie lub połączenie zaciskowe. Usunięcie izolacji jest zazwyczaj kłopotliwe mechanicznie - dostępne są również druty nawojowe o specjalnej izolacji umożliwiającej lutowanie bez jej usunięcia.
Przewody okrągłe dostępne są w znormalizowanych wartościach pola przekroju. Stałą wartość przekroju uzyskuje się poprzez przeciąganie drutu przez skalibrowane otwory. Następnie pokrywa się je jedną lub dwiema warstwami emalii izolacyjnej.
W zastosowaniach specjalnych wykorzystuje się przewody o innym przekroju: kwadratowym, prostokątnym, rurowym, itd. Z uwagi na wysoki koszt miedzi czasem stosuje się przewody aluminiowe.
W układach, gdzie spotyka się wysokie prądy - rzędu setek i tysięcy amperów oraz wysokie napięcia (generatory energetyczne, kolejowe silniki trakcyjne itp.) zamiast drutu izolowanego lakierem stosuje się gołe kształtowniki miedziane, izolowane papierem izolacyjnym. Na koniec uzwojenie zostaje impregnowane próżniowo w piecu w celu usunięcia wilgoci.